# L'herència del vent
L'herència del vent (títol original en anglès Inherit the Wind) és una pel·lícula estatunidenca dirigida per Stanley Kramer i estrenada l'any 1960.	

## Repartiment
- Spencer Tracy: Henry Drummond
- Fredric March: Matthew Harrison Brady
- Gene Kelly: E. K. Hornbeck
- Dick York: Bertram T. Cates
- Florence Eldridge: Sarah Brady
- Donna Anderson: Rachel Brown
- Elliott Reid: El procurador Tom Davenport

## Premis i nominacions
Oscars
L'herència del vent va ser nominada a quatre Oscars:
| Categoria                         | Resultat | Guanyador                                                                         |
| --------------------------------- | -------- | --------------------------------------------------------------------------------- |
| Millor actor                      | Nominat  | Spencer Tracy El guanyador fou Burt Lancaster - Elmer Gantry                      |
| Millor guió adaptat               | Nominat  | Nedrick Young i Harold Jacob Smith El guanyador fou Richard Brooks - Elmer Gantry |
| Millor fotografia (Blanc i negre) | Nominat  | Ernest Laszlo El guanyador fou Freddie Francis - Sons and Lovers                  |
| Millor muntatge                   | Nominat  | Frederic Knudtson El guanyador fou Daniel Mandell - L'apartament                  |

BAFTA
- Nominada: Millor pel·lícula
- Nominat: Millors actors estrangers (March i Tracy)

Festival Internacional de Cinema de Berlín
- Guanyador: Os de Plata a la millor interpretació masculina (March)[2]
- Guanyador: Millor film de joves directors (Kramer)
- Nominada: Os d'Or per (Kramer)

Globus d'Or
- Nominada: Millor pel·lícula dramàtica
- Nominat: Millor actor dramàtic (Tracy)[3]